# العلاقات السعودية القبرصية
العلاقات السعودية القبرصية هي علاقة خارجية بين جمهورية قبرص والمملكة العربية السعودية. كلتا الدولتين تملك عضوية منظمة الأمم المتحدة. تملك قبرص قنصلية فخرية في مدينة جدة تمثلها في السعودية. بينما تمثل السعودية لدى قبرص سفارتها المعتمدة في العاصمة نيقوسيا. العلاقات السياسية بين البلدين مستقرة نظرًا لعدم وجود خلافات على قضايا تاريخية وجغرافية واقتصادية.

## مقارنة بين البلدين
مقارنة عامة للبلدين:
| وجه المقارنة                                              | السعودية                                  | قبرص                                   |
| --------------------------------------------------------- | ----------------------------------------- | -------------------------------------- |
| المساحة (كم2)                                             | 2,149,690 كم² (12)                        | 9,251 كم² (167)                        |
| عدد السكان (نسمة)                                         | 33,413,660 نسمة                           | 1,193,461 نسمة                         |
| الكثافة السكانية (ن./كم²)                                 | 15 ن/كم² (205)                            | 117 ن/كم² (85)                         |
| العاصمة                                                   | الرياض                                    | نيقوسيا                                |
| اللغة الرسمية                                             | العربية                                   | اليونانية، التركية الأرمينية، القبرصية |
| العملة                                                    | ريال سعودي SAR                            | يورو eur                               |
| الناتج المحلي الإجمالي (تعادل القوة الشرائية) بليون دولار | 1,775,143,975,121 دولار جيري-خميس (2017). | 30,953,320,234 دولار جيري-خميس (2017). |
| الناتج المحلي الإجمالي الاسمي للفرد دولار أمريكي          | $23.411 (2018).                           | $29,619 (2013).                        |
| مؤشر التنمية البشرية                                      | 0.847 (2016).                             | 0.840 (2011).                          |
| رمز المكالمات الدولي                                      | 966+                                      | 357+                                   |
| رمز الإنترنت                                              | .sa .السعودية                             | .cy                                    |
| المنطقة الزمنية                                           | توقيت عربي قياسي                          | ت ع م+02:00 (توقيت قياسي)              |

## العلاقات الاقتصادية
يجمع بين المملكة العربية السعودية وجمهورية قبرص علاقات اقتصادية جيدة حيث أن كلا البلدين قد وقعا اتفاقية تجنب الازدواج الضريبي، ومنع التهرب الضريبي. وقد وصل حجم التبادل التجاري بين الجانبان في عام 2016م نحو 219 مليوون ريال سعودي، منها صادرات بقيمة 115 مليون ريال سعودي، وواردات بقيمة 105 مليون ريال سعودي. وفي عام 2017م بلغ حجم التبادل التجاري نحو 422 مليون ريال سعودي، قدرت الصادرات بنحو 323 مليون ريال سعودي والواردات بقيمة 99 مليون ريال سعودي.